# Рогова Катерина Олександрівна
Катерина Олександрівна Рогова (нар. 20 червня 1999, Прилуки) — чемпіонка України з боксу, чемпіонка Європи, срібна призерка чемпіонату світу, майстер спорту України з боксу, чемпіонка Німеччини 2023.

## Життєпис
Народилася і виросла у Прилуках у родині спортсменів. Батько був тренером із рукопашного бою, а мати — з аеробіки. Саме батьки прищепили дівчині любов до спорту й хореографії: змалечку брали на заняття, навчали бойових мистецтв, водили на уроки народних танців.
Закінчивши дев'ять класів, вступила до Прилуцького гуманітарно-педагогічного коледжу ім. І. Я. Франка на відділення фізичного виховання. Влітку після чемпіонату разом із батьком і спортивним клубом «Юніор» поїхала до Качанівки, де познайомилася зі своїм майбутнім тренером Олегом Кравцем. Саме з цієї співпраці почався її зоряний шлях.

## Досягнення
- 7 лютого 2014 — перемогла в чемпіонаті Чернігівської області з боксу.
- Травень 2015 - срібна призерка чемпіонату світу в Тайвані 2015
- 24 серпня 2015 — золото на чемпіонаті Європи з боксу серед юніорок та молоді в Кестхеї.
- 2016 - срібна призерка чемпіонату Європу в Туреччині
- 25 липня 2016 — взяла участь у V міжнародному боксерському турнірі «Golden Glove of Vojvodina 2016» (вагова категорія — 51)
- 12 лютого 2017 — чемпіонка України з боксу (Ковель)
- 3-7 серпня 2017 — на чемпіонаті Європи з боксу серед молоді та юніорок у Болгарії виборола бронзову нагороду
- 19 вересня 2017 — завоювала бронзу на 31-му міжнародному турнірі з боксу Ахмеда Комерта у Туреччині.
- 3 грудня 2023 - Чемпіонка Німеччині з боксу м. Шверін